# Andreas Beck (explorador)
Andreas Beck (8 de octubre de 1864 – 18 de marzo de 1914) fue un marinero, capitán polar y armador noruego. Participó en la expedición al polo sur (1910-1912) del explorador polar noruego Roald Amundsen.

## Biografía

### Primeros años
Beck nació en Balsfjord, en la provincia noruega de Troms. Su padre fue el capitán polar y armador Lars Andreas Beck, también originario de Balsfjord.

### Trayectoria
Beck empezó su trayectoria como marinero a bordo del barco de su hermano, el Olivia. Posteriormente, trabajó en el barco foquero Harald Hårfager y en la goleta foquera William Barents. Viajó durante muchos años como arponero a bordo de varios barcos tales como el Søstrene, el Diana y el Moderen. En 1896, capitaneó el velero Aurora, y entre 1903 y 1906 capitaneó el Cesilie Malene, en posesión conjunta entre él y Lars Hansen hijo.
Beck capitaneó el Holmengrå en una expedición de investigación a Svalbard en 1908, y en 1909 capitaneó el velero Marie desde Kristiania en la expedición de Gunnar Holmsen a Spitsbergen. El 16 de noviembre de 1909, Beck recibió la Medalla al Mérito Real de plata.

### Expedición de Amundsen
En verano de 1910, Beck embarcó en la goleta polar Fram para la expedición planificada de Roald Amundsen al polo norte. Pocos sabían que Amundsen tenía pensado desviarse al polo sur, y que la misión de Beck era guiar al Fram a través del hielo antártico. Beck fue recomendado por Fritz Gottlieb Zapffe, farmacéutico, corresponsal del Morgenbladet y amigo y hombre de contactos de Amundsen en Tromsø. Firmó un contrato con Amundsen en abril de 1909, después de que Amundsen hubiera recibido noticias de que su amigo Frederick Cook había alcanzado el polo norte, su verdadero objetivo.
El Fram zarpó de Oslo. Cuando estaba en Madeira, Beck y el resto de la tripulación fueron informados del cambio de planes y se les dio la oportunidad de retirarse de la expedición, pero todos optaron por seguir. Tras guiar al Fram a través del hielo polar mucho más rápido de lo previsto y desembarcar la expedición en la Bahía de las Ballenas en enero de 1911, Beck partió en el Fram en un crucero oceanográfico de varios meses por el Atlántico Sur.
En enero de 1912, el Fram volvió a la Bahía de las Ballenas para recuperar a la expedición, que había plantado la bandera noruega en el polo sur el 14 de diciembre de 1911. Viajaron a Hobart (Tasmania) y de allí a Buenos Aires (Argentina), donde el Fram aguardaría la continuación de la expedición hacia el polo norte. En Buenos Aires, el enviado especial y ministro plenipotenciario noruego a Argentina, Paraguay y Uruguay, Pedro Christóphersen, organizó una celebración. La Asociación Noruega de La Plata otorgó un medallón a la expedición. Beck y el resto de la tripulación viajaron en un buque de vapor a Oslo, donde fueron recibidos por el rey. Allí recibieron la Medalla del Polo Sur que fue instituida por el rey Haakon para conmemorar la expedición. Amundsen también otorgó a cada uno de los tripulantes un reloj de oro decorado con el monograma de ese tripulante y la inscripción «Fram 1910–1912». Beck recibió la Medalla del Mérito Real de oro en 1912.

### Fallecimiento
En 1913, Beck volvió a Buenos Aires para inspeccionar el Fram ante la expedición de Amundsen al norte. El viaje lo llevó a Panamá, donde tenía previsto atravesar el nuevo Canal de Panamá. Sin embargo, surgieron dificultades en las obras del canal que habrían retrasado excesivamente el viaje, por lo que decidieron volver al sur para cruzar por Cabo de Hornos. Durante el viaje, Beck enfermó y murió el 18 de marzo de 1914. Fue arrojado al mar (en las coordenadas 33°30’ S 49°30’ O), al este de Montevideo.
Amundsen estaba entonces en Noruega, y, por varios motivos, canceló la expedición y el Fram volvió a Noruega en el que sería su último viaje. Amundsen fue en persona a Tromsø para transmitir sus condolencias a la familia de Beck, y dio a la viuda Josephine una compensación de 10 000 coronas.

## Legado

### Pico Beck
En su mapa del polo sur, Amundsen honró a Beck al nombrar una elevación en las coordenadas 87°20’ S 148°0’ E «Pico Andreas Beck» (en noruego, Andreas Becks Top).
Posteriores investigaciones del Servicio Geológico de los Estados Unidos no consiguieron encontrar identificar la montaña que Amundsen nombró en honor a Beck, por lo que el Comité Consultivo sobre Nomenclatura Antártica bautizó otra montaña situada en 86°5’ S 158°58’ O como Pico Beck (en inglés, Beck Peak).

### Cine y televisión
En la serie de televisión británica de 1985 The Last Place on Earth («El último lugar de la Tierra»), que trata sobre la carrera al polo sur, Erik Bye interpretó a Andreas Beck.
Roald Amundsens sydpolsferd («El viaje de Roald Amundsen's al polo sur») es una película histórica producida por el Instituto Noruego de Cinematografía que incluye metraje original de la expedición. Beck aparece en muchas de las escenas. Esta película es de las pocas que forman parte del Registro de la Memoria del Mundo de la Unesco.

## Galería

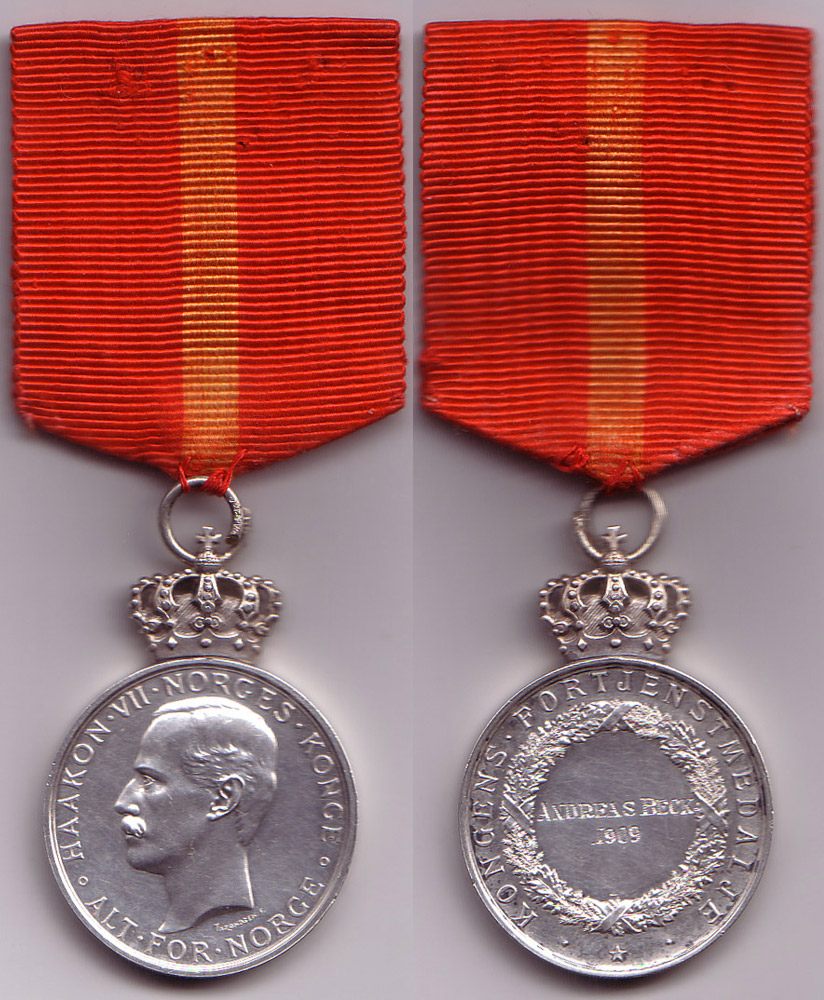
Medalla al Mérito Real de plata otorgada a Beck
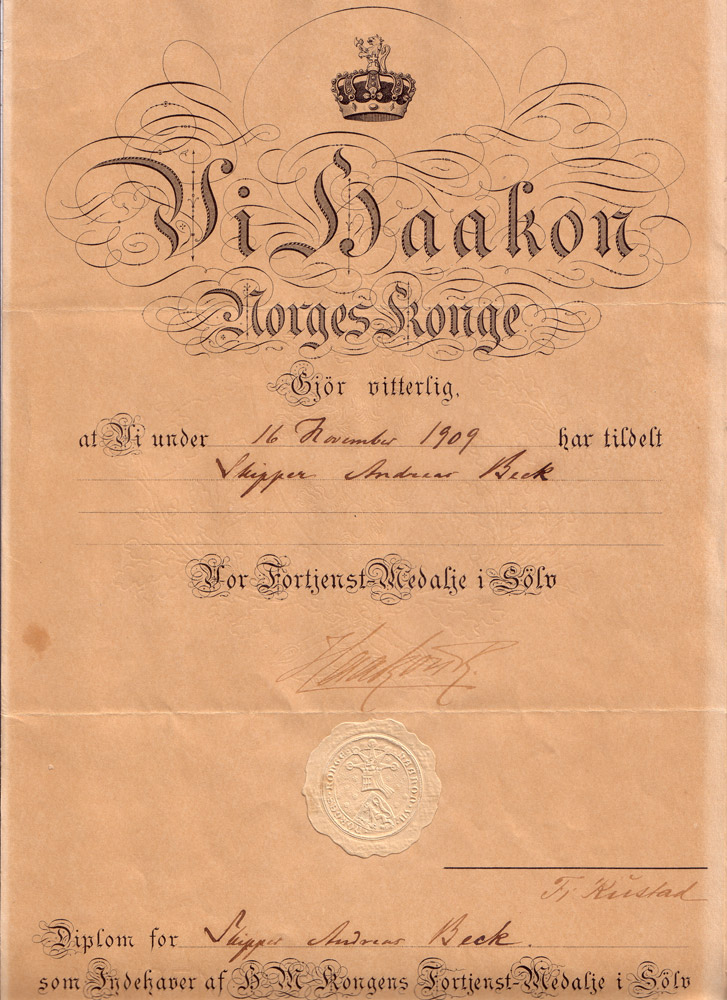
Certificado que acompaña a la Medalla al Mérito Real otorgada a Beck
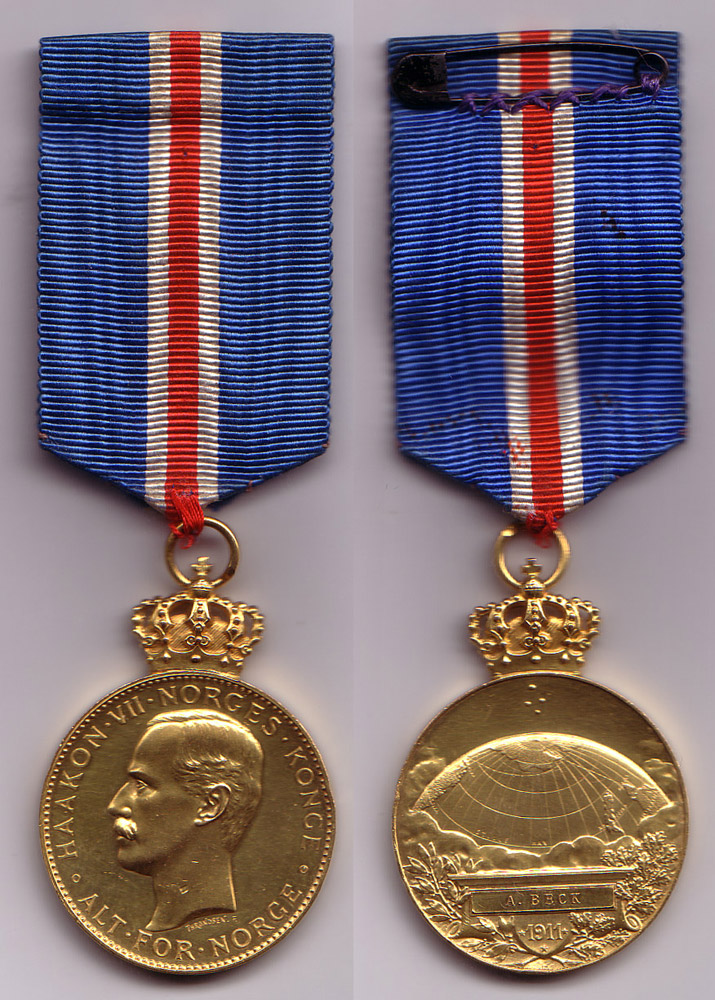
Medalla del Polo Sur otorgada a Beck
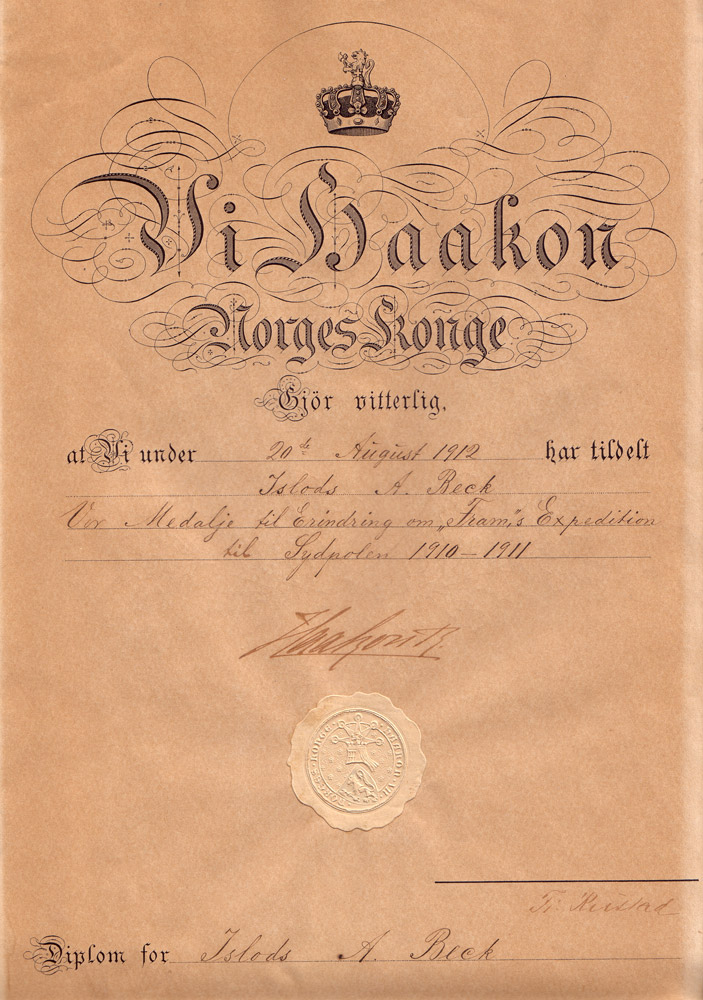
Certificado que acompaña a la Medalla del Polo Sur otorgada a Beck
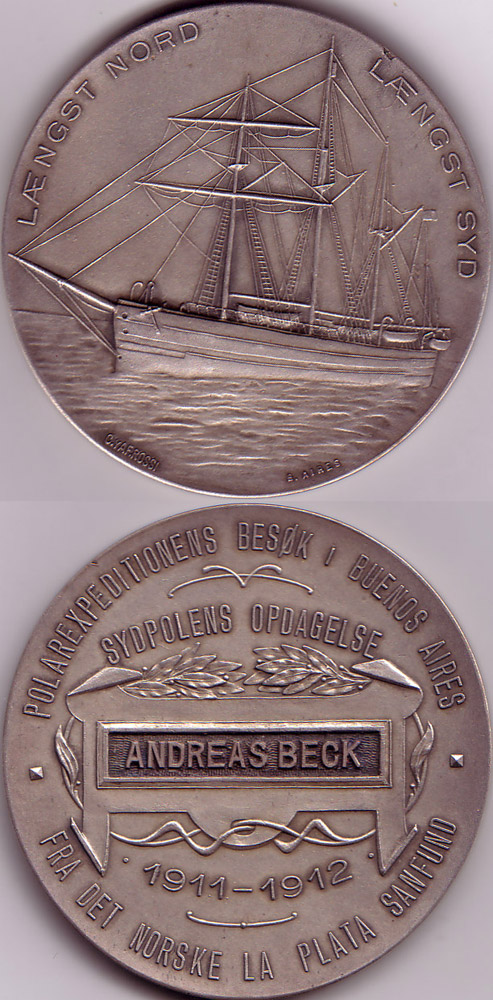
Medallón otorgado a Beck por la Asociación Noruega de La Plata